# 史密斯威森M629隱形獵人型左輪手槍
史密斯威森M629隱形獵人型（英語：Smith & Wesson Model 629 Stealth Hunter）是一款由美国槍械公司史密斯威森旗下的性能中心以史密斯威森M629（史密斯威森M29的不鏽鋼底把版本）為藍本研製及生產的6發式“N型底把”雙動操作式休閒射擊及狩獵用途左輪手槍，發射火力強大的.44 Remington Magnum雷明登馬格南或火力相對較弱的.44 S&W特種彈這二種.44口徑的手枪子彈。

## 概述
在2008年的SHOT Show（美國著名槍展）之中，史密斯威森推出了史密斯威森M629隱形獵人型，一種由史密斯威森性能中心改裝的狩獵用手槍。
史密斯威森M629隱形獵人型左輪手槍裝有一根7.5英吋（190.5毫米）連小型馬格那孔及全尺寸底部凸桿的槍管，以增加其穩定性和減少發射時造成的後座力。槍管和弹巢的距離只有0.006英吋（0.1524毫米），以圓柱狀棘爪型裝置使槍身和彈巢吊桿貼近及鎖定在一起以增加威力及減少彈巢間隙造成噴出的高壓火藥燃氣。整把左輪手槍是以不鏽鋼底把製成，具有消減防眩眩光的啞光黑色外觀。它亦配備了一個防滑合成物料手槍握把以便緊握。槍機和扳機為經由史密斯威森性能中心調整的槍機和扳機。槍管頂部亦整合了三個瞄準鏡凹槽接口以便安裝日間／夜間光学瞄准镜、紅點鏡／反射式瞄準鏡、全息瞄準鏡、棱鏡式瞄準鏡、夜視鏡或熱成像儀（可拆卸）。

## 流行文化

### 电子游戏
- 2012年—：命名為「馬格南」，奇怪地可裝填8發子彈。
- 2012年—：命名為「.44馬格南」，4英寸槍管，可使用槍管長度升級替換的選項裝上消聲器；解鎖衍生型為「火炮」，具有一根6英寸槍管、管狀反射式瞄準鏡和增強傷害。
- 2014年—：命名為「.44馬格南」，只有4英寸槍管型；解鎖衍生型為「火炮」，具有一根6英寸槍管、管狀反射式瞄準鏡和增強傷害。

## 資料來源
1. 1 2 3 4  Smith & Wesson Model 629 Night Hunter Introduced

- （英文）—Manfacturer: Smith & Wesson （页面存档备份，存于）—Model 629 Stealth Hunter

## 外部連結
- （英文）—Impact Guns—Smith & Wesson Model 629 Stealth Hunter, 7.5", 44Mag, Performance Center （页面存档备份，存于）
- （英文）—Find Articles at BNET—Stealth hunter: the Smith & Wesson Model 629 .44 Magnum takes on a whole new attitude at the performance center （页面存档备份，存于）
- （英文）—Able Ammo—Smith & Wesson Model 629 Stealth Hunter Revolver （页面存档备份，存于）
- （英文）—AmmoLand.com—SMITH & WESSON 629 Stealth Hunter Revolver
- （英文）—www.DallasGuns.com—S&W Performance Model 629 Stealth Hunter/44 Mag
- （英文）—Sports Afield—Smith & Wesson Model 629 Stealth Hunter
- （英文）—Hinterland Outfitters.com—Smith & Wesson Model 629 Stealth Hunter Performance Center Revolver （页面存档备份，存于）
- （英文）—Cheaper than dirt.com—53547—S&W Model 629 Stealth Hunter Performance Center Revolver .44 Magnum 7-1/2" Barrel 6 Rounds Synthetic Grip Matte Black Finish[永久]
- （英文）—GunGunsGuns.net—Smith & Wesson Model 629 Stealth Hunter （页面存档备份，存于）